# Mabe Burnthouse
Mabe Burnthouse är en by i Cornwall distrikt i Cornwall grevskap i England. Byn är belägen 12 km 
från Truro. Orten har 1 034 invånare (2016).